# Islas Airways
Islas Airways (eigentlich Islas Líneas Aéreas) war eine spanische Regionalfluggesellschaft mit Sitz in Santa Cruz de Tenerife und Basis auf dem Flughafen Teneriffa Nord. Sie verkehrte zwischen den Kanarischen Inseln. Im Oktober 2012 stellte Islas Airways ihren Flugbetrieb ein.

## Geschichte
Islas Airways war 2001 gegründet worden und nahm im Februar 2003 den Flugbetrieb zwischen den Kanarischen Inseln auf. Anfang 2007 haben die beiden kanarischen Unternehmen Sociedades Agrupadas de Canarias und Naviera Armas den Kauf von 50 Prozent der Aktien der Islas Airways bekanntgegeben.
Am 16. Oktober 2012 stellte die Gesellschaft den Linienbetrieb ein, Charterflüge waren zunächst noch nicht betroffen. Ende November 2012 wurden bis auf 25 Mitarbeiter alle entlassen, sie hatten zuvor bereits einige Monate keine Löhne und Gehälter gezahlt bekommen.

## Flugziele
Islas Airways hatte Flüge zwischen Teneriffa, La Palma, Lanzarote, Fuerteventura, El Hierro und Gran Canaria angeboten.

## Flotte
Im Januar 2012 bestand die Flotte der Islas Airways aus sechs Flugzeugen:
- 3 ATR 72-200
- 3 ATR 72-500

Bestellungen
- 2 ATR 72-500